# Francis Tyler
Pour les articles homonymes, voir Tyler.
Francis William Tyler, né le 11 décembre 1904 à Lake Placid et mort le 11 avril 1956 à Lake Placid, est un bobeur américain.

## Biographie
Francis Tyler participe aux épreuves de bobsleigh aux Jeux olympiques de 1936 à Garmisch-Partenkirchen et se classe sixième en bob à quatre. Il est à nouveau présent douze ans plus tard, lors des Jeux olympiques de 1948 à Saint-Moritz, et remporte le titre olympique en bob à quatre avec ses coéquipiers américains Patrick Martin, Edward Rimkus et William D'Amico. 
En 1952, il perd son statut amateur après avoir été sponsorisé par une marque de cigarettes. Il se rend alors aux Jeux olympiques de 1952 en tant qu'entraineur. Il fait aussi partie du staff technique lors des Jeux olympiques de 1956 mais il est malade durant une grande partie de l'événement. Il meurt le 11 avril 1956 d'une crise cardiaque.

## Palmarès

### Jeux olympiques
- : Médaillé d'or en bob à 4 aux Jeux olympiques de 1948.